# Beertje Colargol

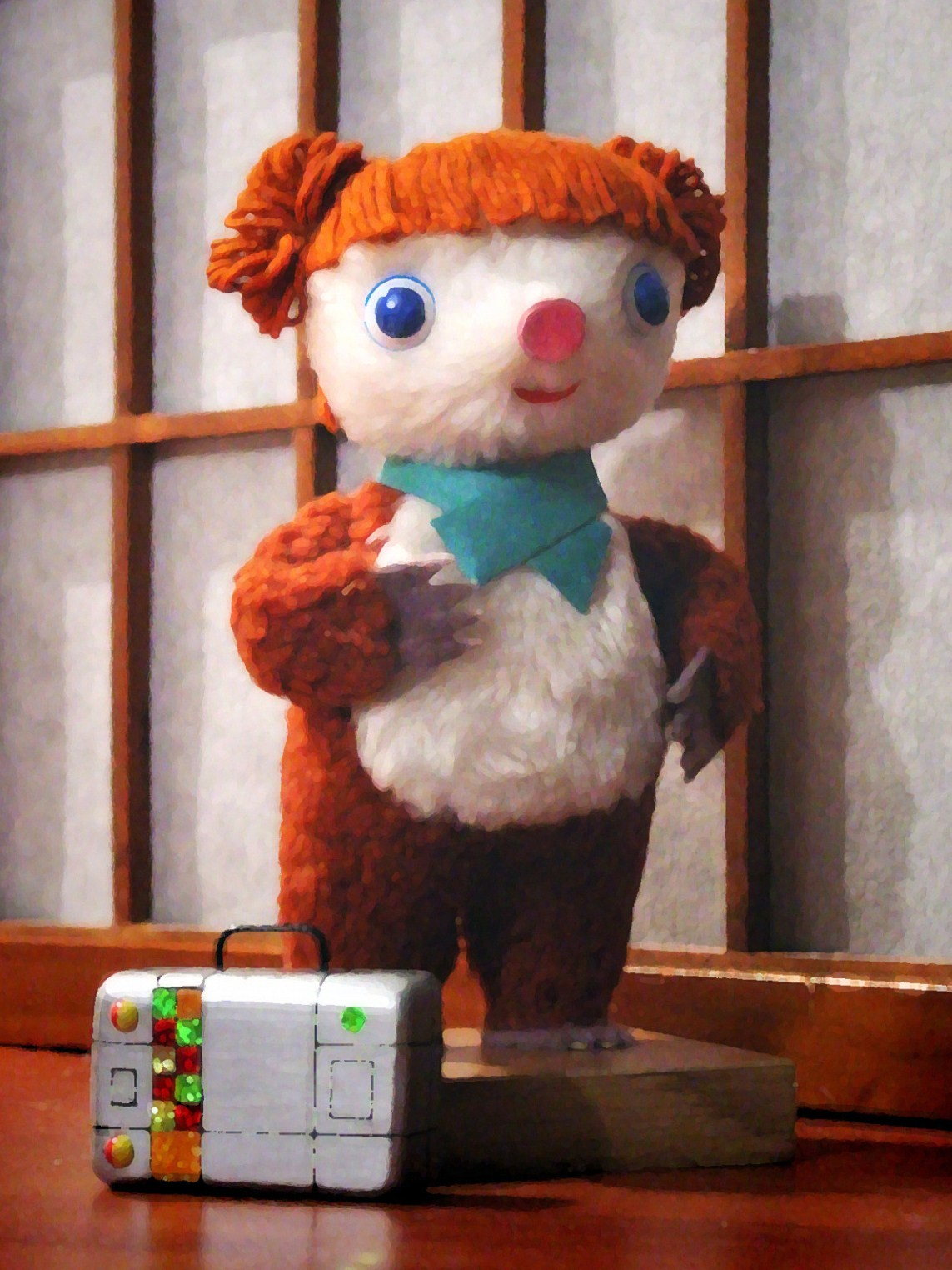
Beertje Colargol

Beertje Colargol is een fictieve beer, oorspronkelijk een personage uit een Franse kinderboekenreeks door Olga Pouchine uit 1960. Van 1968 tot 1975 werd er rond Beertje Colargol een poppentelevisieserie gemaakt.

## Het verhaal van de televisieserie
Beertje Colargol is een jong beertje dat wil zingen. Zijn ouders zijn er niet blij mee, want beren zingen nu eenmaal niet. Bovendien zingt Beertje Colargol vals. 
In het bos ontmoet Beertje Colargol een nachtegaal die héél mooi zingt. De nachtegaal vertelt dat dat komt door een  fluitje in zijn keel. De Koning der Vogels maakt deze fluitjes, maar alleen voor kleine vogeltjes. Beertje Colargol besluit hem te bezoeken. Dat lukt hem met behulp van een vliegend tapijt en hij weet een fluitje te krijgen van de Koning der Vogels.
Weer thuis vinden zijn ouders het maar niets, en hij loopt daarom weg. Als de directeur van Circus Pimoulu Colargol dan hoort zingen, krijgt hij een baantje in het circus. Als Colargol het circus weer wil verlaten, sluit Pimoulu hem op, want hij wil zijn ster niet kwijt. Maar een van Colargols vrienden helpt hem ontsnappen.
Colargol wil dan leren zwemmen, maar hij wordt de zee in gesleurd en opgepikt door een schip dat op weg is naar de noordpool. Op dit schip moet hij hard werken, maar hij ontsnapt van het schip en wordt vriendjes met een pinguïn. Ook ontmoet hij zijn vriendinnetje Nordine op de noordpool.
Uiteindelijk besluit hij naar de maan te gaan, om de sterren te zien.

## De geschiedenis van Colargol
Colargol is afkomstig uit Frankrijk, waar hij in 1960 werd geboren. Hij is het geesteskind van Olga Pouchine, die de verhalen over Colargol voor haar zoontje verzon. De verhalen verschenen vanaf 1961 tot eind jaren zestig in Frankrijk op plaat. De televisieserie werd in de jaren zeventig gemaakt door Albert Barillé, samen met de Poolse animator Tadeusz Wilkosz (Film Studio Se-ma-for).
Colargol was een dure serie. Een stukje animatie van nog geen kwartier kostte meer dan honderdduizend gulden.
In de Engelssprekende landen werd Colargol 'Barnaby the Bear genoemd', en in Canada is hij bekend als 'Jeremy the Bear'.
Het liedje van Beertje Colargol werd haast nog populairder dan de serie zelf. De Nederlandstalige versie werd in France Gall-stijl gezongen door Janine van Elzakker. Tevens sprak zij (althans op de 3 lp's die zijn uitgebracht) de stem in van Beertje Colargol.
In 1973 werd een Edison uitgereikt in de categorie kinderrepertoire.
Andere stemmen werden ingesproken door Paul Haenen, Wim T. Schippers, Ton Hasebos, Lies Westenburg en Netty Rosenfeld.
Het was de eerste samenwerking tussen Paul Haenen en Wim T. Schippers bij de VPRO die een paar jaar later Bert en Ernie uit Sesamstraat hun stemmen zouden geven.

## Synopsis afleveringen

### Seizoen 1
| #  | Korte inhoud: in het Bloesembos |
| -- | --- |
| 1  | Een morgen in het Bloesembos (Un matin à Bois-Joli) - In deze aflevering maken we kennis met Colargol, Mama Beer, Papa Beer en hun huis in het Bloesembos. Colargol is diep in slaap en wordt gewekt om snel door het bos naar school te gaan. Na enkele voorvalletjes onderweg komt hij uiteindelijk op school aan. De dierenkinderen uit het Bloesembos wachten vol spanning op de komst van Meester Wolf. Colargols pogingen bij rekenen en muziek zijn niet echt geslaagd te noemen en hij verlaat de school diep ongelukkig omdat hij niet kan zingen. |
| 2  | Een beertje dat vliegt (Un ours qui vole) - Colargol probeert om te leren vliegen, maar het lukt niet echt. Hij zou namelijk heel graag de Koning van de Vogels bezoeken. Zijn vogelvriendjes helpen hem door hem op een tapijt te plaatsen en door hem al vliegend naar hun Koning te brengen. Onderweg komen ze in een verschrikkelijk onweer terecht. Als ze uiteindelijk bij het paleis aankomen, dan vernemen ze dat Colargol niet binnen mag omdat er nog nooit een beer toegelaten is. |
| 3  | De koning van de vogels (Chez le roi des oiseaux) - Colargol staat nu voor het paleis en besluit zich te vermommen als een nieuw soort vogel. Het is wel niet gemakkelijk om de andere vogels bij te houden omdat hij natuurlijk niet kan vliegen. De Koning van de Vogels merkt hem op en vraagt hem waarom hij naar het paleis gekomen is. Colargol vertelt dat hij een kleine beer is die gekomen is om de Koning om een Magisch Fluitje te vragen. De Koning geeft hem ten slotte een fluitje en alle vogels aanvaarden hem nu omdat hij met het fluitje heel mooi kan zingen. |
| 4  | Het concert (Le Concert) - Colargol is een lied aan het zingen terwijl Mama en Papa Beer toehoren. Zij vinden echter dat Colargol belachelijk doet want een beer is niet gemaakt om te zingen. Colargol wil bewijzen dat zijn ouders ongelijk hebben en begint te oefenen om aan het Lentefestival in het Bloesembos deel te nemen. Zodra Colargol op het festival aan de beurt komt, wil er niemand luisteren en alle dieren gaan weg. Colargol begint te wenen maar Mama en Papa Beer troosten hem. |
| #  | Korte inhoud: in het circus |
| 5  | Het circus Pimoulu (Au cirque Pimoulu) - Het circus is aangekomen in de stad. Doorheen heel de stad worden er posters opgehangen. Als de directeur Colargol in het bos hoort zingen dan biedt hij hem aan om in het circus te komen werken. Zijn ouders zijn er niet echt gelukkig mee, maar ze vinden dat Colargol bij het circus mag gaan als hij daardoor gelukkig wordt. Zijn optreden in het circus is een groot succes. Iedereen is enthousiast, maar vooral de directeur die zijn winst al begint uit te tellen. |
| 6  | De ster van het circus (Chanteur de cirque) - Mama en Papa Beer missen hun zoon heel erg en ze besluiten om hem een brief te schrijven. Als Colargol de brief krijgt dan besluit hij om het circus te verlaten. Als de directeur merkt dat Colargol weg is dan laat hij hem opsporen. Colargol wordt uiteindelijk gevonden en de directeur sluit hem in een kooi op. Colargol is heel triest tijdens zijn volgende optreden en na het optreden vliegt hij weer in de kooi. In het Bloesembos zijn Mama en Papa Beer ongerust omdat ze geen antwoord gekregen hebben op hun brief. Ze ondernemen een actie om hem terug te vinden. Uiteindelijk wordt hij door Meneer de Raaf gevonden, die onmiddellijk alle dieren van het bos inschakelt om Colargol te bevrijden. |
| 7  | De redding (La Délivrance) - Colargol zit nog steeds in de kooi in het circus, hij is heel triest. Meneer de Raaf kan echter een hinderlaag opzetten met behulp van zowel de dieren uit het Bloesembos als de dieren van het circus. Als Colargol weer in het Bloesembos aankomt dan barsten alle dieren in zingen uit. Colargol wil meezingen maar opnieuw vindt iedereen dat een beer niet hoort te zingen. Maar Papa Beer besluit dat zijn zingende zoon dan maar dirigent van het dierenkoor moet worden. Dit maakt Colargol heel blij. |
| #  | Korte inhoud: op de Noordpool |
| 8  | Colargol wil zwemmen (Qu'on est bien dans l'eau) - Colargol en zijn vrienden leren zwemmen. Colargols eerste pogingen zijn geen succes. Zijn diepe wens om meren, rivieren en oceanen te verkennen motiveert hem om een succesvolle zwemmer te worden. Tijdens zijn laatste zwemles vind een zwemwedstrijd plaats. Colargol wint de wedstrijd en zwemt verder de rivier af naar de zee. |
| 9  | Colargol als zeeman (Aventures en mer) - Colargol is in zee. Hij wordt ontdekt door een vuurtorenwachter, die hem waarschuwt terug naar de kust te gaan. Zelfverzekerde Colargol zegt de vuurtorenwachter dat hij zich geen zorgen hoeft te maken. Colargol wordt opgevist door een visser. Een jongen aan boord herkent Colargol als de beer uit het circus. Wanneer het anker van de boot verstrikt raakt in een touw, duikt Colargol het water in om het los te maken. Onder water ontmoet hij een octopus, een slak en een schaaldier. Hij zwemt naar de oppervlakte in de schelp. Colargol wordt gevangen en wordt meegenomen naar wetenschappers onder water die menen een nieuw waterdier te hebben ontdekt. Colargol wordt gered en drijft af op een vlot. Hij wordt ontdekt door een zaagvis die zijn tanden scherpt en het vlot opeet. Colargol vraagt zich af wat er met hem zal gebeuren. |
| 10 | Colargol keert terug (Colargol moussaillon) - Terwijl Colargol zwemt in zee, waarschuwt een zeemeeuw hem voor een aankomende storm. Een kapitein van een schip hoort Colargol hulp roepen en redt hem. De matrozen aan boord van het schip willen Colargol leren een matroos te worden. De matrozen behandelen de beer slecht door hem erg hard te laten werken. Hector de ruimterat, die Colargol aan boord ontmoet, vertelt dat ze kunnen proberen te ontsnappen. Colargol vertrouwt Hector. |
| 11 | De laatste les (La Révolte) - De matrozen aan boord blijven tegen de wil van de kapitein in, Colargol slecht behandelen. Colargol verstop zichzelf. Raaf 12 sluipt aan boord en vindt Colargol. Colargol, Hector en Raaf 12 ontsnappen via een ijsberg. De matrozen gaan Colargol zoeken, maar worden tegengehouden door een walrus. Colargol, Hector, en Raaf 12 worden moe en koud van het lopen. |
| 12 | Naar de noordpool (Au pôle nord) - Colargol, Hector, en Raaf 12 gaan samen op zoek naar Berendorp. Ze ontmoeten iemand die de weg wijst. In Berendorp worden uitbundig begroet en verwelkomd. Colargol vertel over het Boesembos. Alle beren willen met hem mee, maar de berenbaas praat dit uit hun hoofd. Ondertussen zoeken de matrozen, die door de kapitein van het schip zijn gezet, Colargol, Hector en Raaf 12. Ze gaan een berenwoning die ze vinden binnen en vallen in slaap. Colargol en zijn vrienden vinden de matrozen. Hij zegt dat ze moeten vertrekken. Colargol is blij wanneer de matrozen vertrekken. |
| 13 | Naar het Bloesembos (En route pour Bois-Joli) - Colargol en zijn vrienden helpen in Berendorp op de Noordpool bij het bouwen van een iglo. Als Raaf 12 ziet dat de matrozen naderen, bouwen de dieren een fort. De dieren gooien sneeuwballen als de matrozen arriveren. De matrozen zetten door en slagen erin Colargol opnieuw te vangen. Dan wordt Colargol bevrijd door een walvis, die hem veilig terugbrengt naar het Bloesembos. |

### Seizoen 2
| #  | Korte inhoud: naar de maan |
| -- | --- |
| 14 | Colargol en de ruimtevaart (Dans l'espace) - Colargol is op school in het Bloesembos. Iedereen heeft interesse voor raketten en het heelal. Hector de ruimterat vertelt over zijn ruimteavonturen. Colargol wil per se naar de maan. Nadat ze proberen met een vlieger, een luchtballon en een vliegtuig naar de maan te reizen komen ze erachter dat ze een raket nodig hebben. |
| 15 | De eerste raket (En route pour le cosmos) - Iedereen uit het Bloesembos helpt Colargol om een raket te bouwen. Na nog wat teleurstellingen lukt het Colargol om met Hector en meneer De Raaf de ruimte in te reizen. |
| 16 | In de ruimte (Dans le cosmos) - Colargol gaat de raket uit om hem te repareren, maar hij raakt los en vliegt de ruimte in. Gelukkig is er hulp. Terug in de raket blijkt dat de brandstof opraakt, maar er is een tankstation in de buurt. |
| 17 | Beertje Colargol op de maan (Sur la lune) - Colargol, Hector en meneer De Raaf storten neer op de maan. Met zuurstofmaskers op gaan ze op ontdekkingstocht uit. Colargol verzamelt mooie stenen voor zijn vriendinnetje. Hector ontdekt een ander ruimteschip en ze verlaten de maan en vallen in slaap.                                                                         |
| 18 | Op weg naar de sterren (Dans la fantasmagorie) - Hector, meneer De Raaf en Colargol worden wakker en zien een ster. Ze besluiten de ster te volgen. De ster leidt ze naar de planeet Speelgoedland. Met een robotbeer die ze daar ontmoeten reizen ze naar de Sprookjesplaneet. Daar treffen ze een tovenaar aan. De vier vrienden vertrekken weer.                              |
| 19 | Vreemde verschijnselen (Vers la météorologie) - Vanuit hun ruimteschip zien ze vreemde verschijnselen. Ze storten neer op de planeet van het Mooie Weer. Nadat het ruimteschip gerepareerd is vertrekken ze naar huis. |
| 20 | Bij vrouwtje Carabosse (Chez la fée Carabosse) - Colargol landt met Hector, De Raaf en Robotbeer op de planeet van de Slechte Heks. De slechte heks vangt de vier vrienden. Ze mogen pas weg als ze de heks een bloem brengen. De heks houdt Hector zolang gevangen. |
| 21 | Terug naar het Bloesembos (Le retour) - Colargol, De Raaf en Robotbeer vinden een bloem en mogen zoals beloofd met Hector weg. In het Bloesembos voelt Robotbeer zich niet thuis. Hij gaat weer terug naar zijn planeet. |
| #  | Korte inhoud: ontmoet zijn vriendinnetje |
| 22 | Vakantie (Les vacances) - Colargol, Hector en meneer De Raaf gaan uitrusten aan het strand. Daar aangekomen krijgt Colargol een telegram vanuit de Noordpool. Ze gaan snel terug naar het Bloesembos om Nordine te verwelkomen. |
| 23 | Bezoek op komst (D'avance) - Colargol zoekt precies uit wanneer het bezoek komt. Wanneer het bezoek arriveert spelen ze een welkomstlied. |
| 24 | Ze zijn er! (Nordine arrive) - De Raaf verklapt dat hij gaat trouwen. Dan komt een beroemde astronoom vertellen dat zijn laboratorium zinkt. De Raaf schiet te hulp. Colargol blijft achter bij een zieke pinguïn die ook op bezoek is gekomen. |
| 25 | Leve het bruidspaar! (Le mariage de Raven) - Colargol mag getuige zijn bij de trouwerij; Nordine mag bruidsmeisje zijn. Als Colargol en Nordine bloemen gaan plukken, verdwaalt Nordine. Ze vindt gelukkig de weg terug met behulp van de Koningin van de bijen. Ze is net op tijd voor de trouwerij.                                                                            |
| 26 | Het bruiloftsfeest (Réception de mariage) - Het feest wordt gevierd. Na afloop gaan mevrouw en meneer de Raaf op huwelijksreis. |
| 27 | Afscheid van Nordine (Nordine est capturé) - De gasten willen weer terug naar de Noordpool. Als Hector vuurwerk afsteekt worden Nordine en Colargol ontvoerd door de circusdirecteur Pimoelu. Het paard van Pimoelu helpt ze weer ontsnappen. Als de Gasten weer naar de Noordpool zijn vertrokken, mist Beertje Colargol Nordine.                                               |

### Seizoen 3
| #  | Korte inhoud: kan niet meer zingen |
| -- | --- |
| 28 | Winter in het Bloesembos (Se renseigner sur la température) - Het sneeuwt in het Bloesembos. Colargol gaat als zijn ouders slapen stiekem hout hakken. Dan maakt hij het ontbijt voor zijn pappa en mamma klaar. Op school leert hij alles over temperatuur. |
| 29 | Op zoek naar de eekhoorn (Les perdus sifflent) - Op school leren ze kaartlezen. Ook krijgen ze uitleg over het kompas. Als een kleine eekhoorn verdwijnt gaan de leerlingen gewapend met een kaart en kompas op zoek naar het diertje. Als Colargol vast raakt in een waterput verliest hij het fluitje van de vogelkoning. De eekhoorn haalt hulp.                                                                      |
| 30 | Colargol alleen onder water (Colargol sous-marin) - Colargol verdwijnt onderwater en ontdekt rotstekeningen. Hij komt bij dieren in een grot die zich voorbereiden op de lente. |
| 31 | Colargol kan niet meer zingen (Colargol à la télévision) - De dieren in de grot helpen Colargol zodat hij weer naar huis kan gaan. Colargol komt precies op tijd voor een televisieoptreden. Zonder het fluitje van de vogelkoning kan hij niet zingen. Hij schaamt zich dat hij iedereen teleur heeft gesteld. Colargol vertrekt verdrietig uit het Bloesembos.                                                         |
| 32 | Colargol ontmoet Lucky (Colargol va à Jollywood) - Hij ontmoet dieren die hem uitnodigen voor een rockfestival. Als zijn vrienden uit het Bloesembos het fluitje vinden, is Colargol spoorloos. |
| 33 | Colargol op het festival (Colargol au festival) - Het rockfestival is op televisie te zien. Zo ziet Hector waar Colargol is. De Raaf gaat hem gauw zijn fluitje brengen. Als er brand uitbreekt op het festival krijgt Colargol de schuld. Hij wordt opgesloten in de gevangenis. De Raaf en Hector vinden de brandstichter en zo mag Colargol weer naar huis. Voordat hij terugkeert treedt hij nog op op het festival. |
| #  | Korte inhoud: in het Wilde Westen |
| 34 | Colargol in het land van de cowboys (Cowboy Colargol) - Colargol gaat naar zijn oom in het wilde westen. Daar leert hij een opperhoofd van de indianen kennen. Ze zeggen dat Hector aan het goud zoeken is. Colargol gaat op zoek naar Hector. |
| 35 | De gestolen schat (Dans l'ouest sauvage) - Het goud van Hector is gestolen door rovers. Colargol en Hector volgen het spoor dat naar Golden City leidt. Onderweg ontmoeten ze De Raaf en een medicijnman, die hun vertellen dat de nicht van Colargol, Griezelientje, gevangen is door de boeven. |
| 36 | Griezelientje is in gevaar (Colargol et la fille des ours gris) - Met behulp van de medicijnman weten Colargol, Hector en De Raaf Griezelientje te bevrijden. |
| 37 | De rovers geven het niet op (Colargol et les bandits) - Colargol en zijn vrienden vluchten door een Canyon en met een trein weg van de rovers. |
| 38 | Treinavontuur (Sur le train exprès) - De rovers halen Colargol en zijn vrienden in en pakken de schat terug. Nadat de trein ontploft lopen ze naar Golden City. |
| 39 | Op weg naar Golden City (Shérif Colargol) - Colargol, Hector en De Raaf weten de rovers te overmeesteren. |
| 40 | Ontmoeting in Golden City (Colargol dans la Ville d'Or) - Hector, De Raaf en Colargol gaan terug naar Golden City. Op de rodeo wint Colargol een prijs. Ze ontmoeten weer de boeven. De boeven worden nu definitief opgesloten. De rust is wedergekeerd. De drie vrienden gaan weer terug naar het Bloesembos. |

### Seizoen 4
| #  | Korte inhoud: de wereld rond met beertje Colargol |
| -- | --- |
| 41 | Colargol in Nederland (Colargol et la tulipe d'or) - Hector gaat op ziekenbezoek bij zij oom die gouden tulpen heeft ontdekt. Als Colargol hoort dat Hector in gevaar is vertrekt hij met De Raaf naar Nederland om hem te redden. Van de astronoom krijgen ze een toverkoffer die ze kunnen veranderen in diverse vervoermiddelen. In Amsterdam horen ze dat hij ontvoerd is naar Engeland. |
| 42 | In Engeland (En Angleterre) - De Wolf die Hector ontvoerd heeft vraagt de ruimterat naar het geheim van de gouden tulpen. Als hij merkt dat Colargol en De Raaf hem op de hielen zitten, neemt de Wolf Hector mee naar Amerika. |
| 43 | In Amerika (En Amérique) - Als Colargol en De Raaf het spoor bijster zijn, roepen ze de hulp in van een medicijnman. Die vertelt dat de Wolf met Hetor naar Mexico is gegaan. |
| 44 | In Mexico en Brazilië (Au Mexique) - Daar volgen ze de Wolf naar Brazilië. De Wolf vraagt Hector waar hij de tulpenbollen moet planten. Als dat in een mild lenteklimaat moet zijn neemt hij de rat mee naar Australië. |
| 45 | In Australië (En Australie) - Colargol en De Raaf reizen door Australië om uiteindelijk Hector te vinden. Als de Wolf ontdekt dat Hector bevrijd is spoort hij hem weer op en neemt hem mee naar Siberië. Als Colargol en meneer De Raaf zonder benzine raken, maken ze een noodlanding in Japan.                                                                                            |
| 46 | In Siberië (En Sibérie) - Onderweg in Siberië zien ze goud, olie en diamanten. Ze overnachten bij een oom van Colargol. |
| 47 | In India (En Inde) - Wanneer de twee vrienden over de Mount Everest vliegen krijgen ze problemen met hun vliegtuig. Ze maken een landing in India en ontmoeten daar een leermeester. Die geeft hun een magische bal waarin ze kunnen zien waar Hector zich bevindt. De leermeester maakt hun toverkoffer, zodat Colargol en De Raaf weer verder kunnen.                                      |
| 48 | Naar Afrika (En Egypte) - Colargol en de Raaf landen in Egypte. Een neef van Hector leidt de vrienden door enkele piramides. De Wolf werpt - geholpen door woestijnpiraten - Colargol en de Raaf in een kerker. Met behulp van een cadeau van de leermeester uit India weten ze weer te ontsnappen.                                                                                          |
| 49 | In 't Afrikaanse oerwoud (En Afrique) - De twee vrienden reizen door Afrika en ontmoeten pygmeeën en diverse dieren. Het spoor van Hector en de Wolf gaat richting de woestijn. |
| 50 | De warme Sahara (Au Sahara) - Colargol en De Raaf reizen met een karavaan met kamelen mee. De Wolf belooft Hector vrij te laten als hij het geheim van de gouden tulpen verklapt. Ondertussen gaan ze richting Europa. |
| 51 | Eind goed, al goed (Le grand retour) - Hector en de Wolf bewerken de aarde om bloemen te planten. Colargol en De Raaf duiken ineens op en eisen de vrijlating van Hector. De drie vrienden reizen via Parijs weer veilig naar het Bloesembos. |
| #  | Korte inhoud: kerstafleveringen |
| 52 | Het wordt Kerstmis (Notre arbre de Noël) - Het wordt Kerst in het Bloesembos. De dieren hebben al hun vrienden uit de hele wereld uitgenodigd. Colargol stelt voor om alle eenzame en zielige dieren uit te nodigen. De boom wordt versierd en de cadeautjes ingepakt. Iedereen komt naar het Bloesembos.                                                                                    |
| 53 | Het is feest (La veille de Noël) - Als ze verder de voorbereidingen treffen voor het kerstfeest steekt een storm op. De Heks Carabosse komt voor de gouden tulpen. Maar de heks komt voor niets want het is niet het seizoen. De sfeer slaat om. Dan komt de tovenaar uit de ruimte en neemt de Heks mee. Iedereen kan nu rustig feestvieren.                                                |